# Acipenser baerii
Esturgeon de Sibérie
Espèce
Répartition géographique
Statut de conservation UICN

CRA2bcd : 
En danger critique
Statut CITES
Acipenser baerii, communément appelé Esturgeon sibérien ou Esturgeon de Sibérie, est un poisson de la famille des Acipenseridae. Grâce à son comportement potamodrome, il se prête à la production de caviar d'élevage. Il peut mesurer jusqu'à 2 m de long.